# Формула-1 — Гран-прі Японії 2023
Гран-прі Японії 2023 (офіційно — Formula 1 Lenovo Japanese Grand Prix 2023) — автоперегони чемпіонату світу з Формули-1, які відбулися 24 вересня 2023 року. Гонка була проведена на трасі Судзука у м. Судзука (Міє, Японія). Це шістнадцятий етап чемпіонату світу і сорок сьоме Гран-прі Японії в історії.
Переможцем гонки став нідерландець Макс Ферстаппен (Ред Булл — Хонда RBPT). Друге місце посів Ландо Норріс (Макларен — Мерседес), а третє — Оскар Піастрі (Макларен — Мерседес).
Чинним переможцем гонки був Макс Ферстаппен, який у 2022 році виступав за команду Ред Булл — RBPT.

## Розклад закиївським часом
| Дата            | Подія           | Час           |
| --------------- | --------------- | ------------- |
| 22 вересня 2023 | Вільний заїзд 1 | 05:30 — 06:30 |
| 22 вересня 2023 | Вільний заїзд 2 | 09:00 — 10:30 |
| 23 вересня 2023 | Вільний заїзд 3 | 05:30 — 06:30 |
| 23 вересня 2023 | Кваліфікація    | 09:00 — 10:00 |
| 24 вересня 2023 | Гонка           | 08:00 — 10:00 |
| Джерело:        |                 |               |

## Шини
Під час Гран-прі було дозволено використовувати 3 типи шин Pirelli: hard, medium і soft.
| Hard | Medium | Soft | Intermediate | Wet |
| ---- | ------ | ---- | ------------ | --- |

## Кваліфікація
| Місце                                   | №  | Пілот                   | Конструктор              | Частина 1 | Частина 2 | Частина 3 | Старт    |
| --------------------------------------- | -- | ----------------------- | ------------------------ | --------- | --------- | --------- | -------- |
| 1                                       | 1  | Макс Ферстаппен         | Ред Булл - Хонда RBPT    | 1:29.878  | 1:29.964  | 1:28.877  | 1        |
| 2                                       | 81 | Оскар Піастрі           | Макларен - Мерседес      | 1:30.439  | 1:30.122  | 1:29.458  | 2        |
| 3                                       | 4  | Ландо Норріс            | Макларен - Мерседес      | 1:30.063  | 1:30.296  | 1:29.493  | 3        |
| 4                                       | 16 | Шарль Леклер            | Феррарі                  | 1:30.393  | 1:29.940  | 1:29.542  | 4        |
| 5                                       | 11 | Серхіо Перес            | Ред Булл - Хонда RBPT    | 1:30.652  | 1:29.965  | 1:29.650  | 5        |
| 6                                       | 55 | Карлос Сайнс (молодший) | Феррарі                  | 1:30.651  | 1:30.067  | 1:29.850  | 6        |
| 7                                       | 44 | Льюїс Гамільтон         | Мерседес                 | 1:30.811  | 1:30.040  | 1:29.908  | 7        |
| 8                                       | 63 | Джордж Расселл          | Мерседес                 | 1:30.811  | 1:30.268  | 1:30.219  | 8        |
| 9                                       | 22 | Юкі Цунода              | Альфа Таурі - Хонда RBPT | 1:30.733  | 1:30.204  | 1:30.303  | 9        |
| 10                                      | 14 | Фернандо Алонсо         | Астон Мартін - Мерседес  | 1:30.971  | 1:30.465  | 1:30.560  | 10       |
|                                         |    |                         |                          |           |           |           |          |
| 11                                      | 40 | Ліам Ловсон             | Альфа Таурі - Хонда RBPT | 1:30.425  | 1:30.508  |           | 11       |
| 12                                      | 10 | П'єр Гаслі              | Альпін - Рено            | 1:30.843  | 1:30.509  |           | 12       |
| 13                                      | 23 | Александр Албон         | Вільямс - Мерседес       | 1:30.941  | 1:30.537  |           | 13       |
| 14                                      | 31 | Естебан Окон            | Альпін - Рено            | 1:30.960  | 1:30.586  |           | 14       |
| 15                                      | 20 | Кевін Магнуссен         | Хаас - Феррарі           | 1:30.976  | 1:30.665  |           | 15       |
|                                         |    |                         |                          |           |           |           |          |
| 16                                      | 77 | Вальттері Боттас        | Альфа Ромео - Феррарі    | 1:31.049  |           |           | 16       |
| 17                                      | 18 | Ленс Стролл             | Астон Мартін - Мерседес  | 1:31.181  |           |           | 17       |
| 18                                      | 27 | Ніко Гюлькенберг        | Хаас - Феррарі           | 1:31.299  |           |           | 18       |
| 19                                      | 24 | Чжоу Гуаньюй            | Альфа Ромео - Феррарі    | 1:31.398  |           |           | 19       |
| 107 % від лідера першої сесії: 1:36.169 |    |                         |                          |           |           |           |          |
| —                                       | 2  | Логан Сарджент          | Вільямс - Мерседес       | Без часу  |           |           | Піт-лейн |
| Джерело:                                |    |                         |                          |           |           |           |          |

## Гонка
| Місце                                                                                     | №  | Пілот                   | Конструктор              | Кола | Час/причина сходу | Старт    | Очки |
| ----------------------------------------------------------------------------------------- | -- | ----------------------- | ------------------------ | ---- | ----------------- | -------- | ---- |
| 1                                                                                         | 1  | Макс Ферстаппен         | Ред Булл - Хонда RBPT    | 53   | 1:30:58,421       | 1        | 26   |
| 2                                                                                         | 4  | Ландо Норріс            | Макларен - Мерседес      | 53   | +19,387           | 3        | 18   |
| 3                                                                                         | 81 | Оскар Піастрі           | Макларен - Мерседес      | 53   | +36,494           | 2        | 15   |
| 4                                                                                         | 16 | Шарль Леклер            | Феррарі                  | 53   | +43,998           | 4        | 12   |
| 5                                                                                         | 44 | Льюїс Гамільтон         | Мерседес                 | 53   | +49,376           | 7        | 10   |
| 6                                                                                         | 55 | Карлос Сайнс (молодший) | Феррарі                  | 53   | +50,221           | 6        | 8    |
| 7                                                                                         | 63 | Джордж Расселл          | Мерседес                 | 53   | +57,659           | 8        | 6    |
| 8                                                                                         | 14 | Фернандо Алонсо         | Астон Мартін - Мерседес  | 53   | +1:14,725         | 10       | 4    |
| 9                                                                                         | 31 | Естебан Окон            | Альпін - Рено            | 53   | +1:19,678         | 14       | 2    |
| 10                                                                                        | 10 | П'єр Гаслі              | Альпін - Рено            | 53   | +1:23.155         | 12       | 1    |
| 11                                                                                        | 40 | Ліам Ловсон             | Альфа Таурі - Хонда RBPT | 52   | +1 коло           | 11       |      |
| 12                                                                                        | 22 | Юкі Цунода              | Альфа Таурі - Хонда RBPT | 52   | +1 коло           | 9        |      |
| 13                                                                                        | 24 | Чжоу Гуаньюй            | Альфа Ромео - Феррарі    | 52   | +1 коло           | 19       |      |
| 14                                                                                        | 27 | Ніко Гюлькенберг        | Хаас - Феррарі           | 52   | +1 коло           | 18       |      |
| 15                                                                                        | 20 | Кевін Магнуссен         | Хаас - Феррарі           | 52   | +1 коло           | 15       |      |
| Схід                                                                                      | 23 | Александр Албон         | Вільямс - Мерседес       | 26   |                   | 13       |      |
| Схід                                                                                      | 2  | Логан Сарджент          | Вільямс - Мерседес       | 22   |                   | Піт-лейн |      |
| Схід                                                                                      | 18 | Ленс Стролл             | Астон Мартін - Мерседес  | 20   |                   | 17       |      |
| Схід                                                                                      | 11 | Серхіо Перес            | Ред Булл - Хонда RBPT    | 15   |                   | 5        |      |
| Схід                                                                                      | 77 | Вальттері Боттас        | Альфа Ромео - Феррарі    | 7    |                   | 16       |      |
| Найшвидше коло: Макс Ферстаппен (Ред Булл - Хонда RBPT) – 1:34.183, поставлене на 39 колі |    |                         |                          |      |                   |          |      |
| Джерело:                                                                                  |    |                         |                          |      |                   |          |      |